# أبو حجار (قرية)

## محلية ابوحجار
هي احدي محليات ولاية سنار وتقع جنوب شرق الولاية علي الضغة الغربية للنيل الازرق 

## معلومات عامة
- اسم المحلية : محلية أبوحجار
- الموقع :تقع جنوب شرق ولاية سنار علي الضفة الغربية للنيل الازرق
- مساحة المحلية : 3575 ك / م
- طبوغرافية المحلية : أراضي سهلية طينية منبسطة
- الإحداثيات : بين خطي طول 3345ْ ـ 3410ْوخطي عرض 10 ـ 12 ْ    و 13 ـ 13
- عدد السكان : ( تقديرا )

## الوحدات الإدارية
- وحدة أبوحجار الادارية
- وحدة أبونعامة الادارية
- وحدة ودالنيل الإدارية
- وحدة جلقني الادارية

## أهم المعالم
```
وجود رئاسة 
جامعة سنار
 + الأبحاث + مشروع الكناف + مسيد و 
خلاوي
 الشيخ الصابونابي .
```

## المجلس التشريعي المحلي
ويقع مقر المجلس في مدينة ابوحجار ويضم عدد من اللجان المتخصصة وهي :
- لجنة المالية
- لجنة الخدمات
- لجنة التشريع
- لجنة الشئون الثقافية والإجتماعية

## بعض أهم المناطق في المحلية
- ابوحجار
- ابونعامة
- ودالنيل
- جلقني
- الصابونابي
- قرية سيرو المربعة